# بودان
بودان (به انگلیسی: Bodhan) یک منطقهٔ مسکونی در هند است که در تلانگانا واقع شده‌است. بودان ۳۵٫۴۰ کیلومتر مربع مساحت و ۷۷٬۵۵۳ نفر جمعیت دارد و ۳۵۷ متر بالاتر از سطح دریا واقع شده‌است.